# فرودگاه لوکی‌تائونگ
فرودگاه لوکی‌تائونگ (به انگلیسی: Lokitaung Airport) یک فرودگاه همگانی، غیرنظامی است که یک باند فرود سنگفرش دارد. این فرودگاه در کشور کنیا قرار دارد و در ارتفاع ۵۵۰ متری از سطح دریا واقع شده است.